# Lusaber Vallis
La Lusaber Vallis è una struttura geologica della superficie di Venere.